# Like an animal
«Like an animal» es el primer sencillo del supergrupo formado por Robert Smith (The Cure) y Steven Severin (Siouxsie And The Banshees), The Glove, perteneciente a su primer y único trabajo, Blue Sunshine. Su segundo sencillo se tituló «Punish me with kisses».
La letra fue escrita por Robert Smith y se basó en una historia real de una mujer que enloqueció en un rascacielos de Estados Unidos.
El lanzamiento de este sencillo pasó prácticamente desapercibido ya que ambos grupos habían lanzado por aquellos tiempos sus más exitosos sencillos.

## Antecedentes y grabación

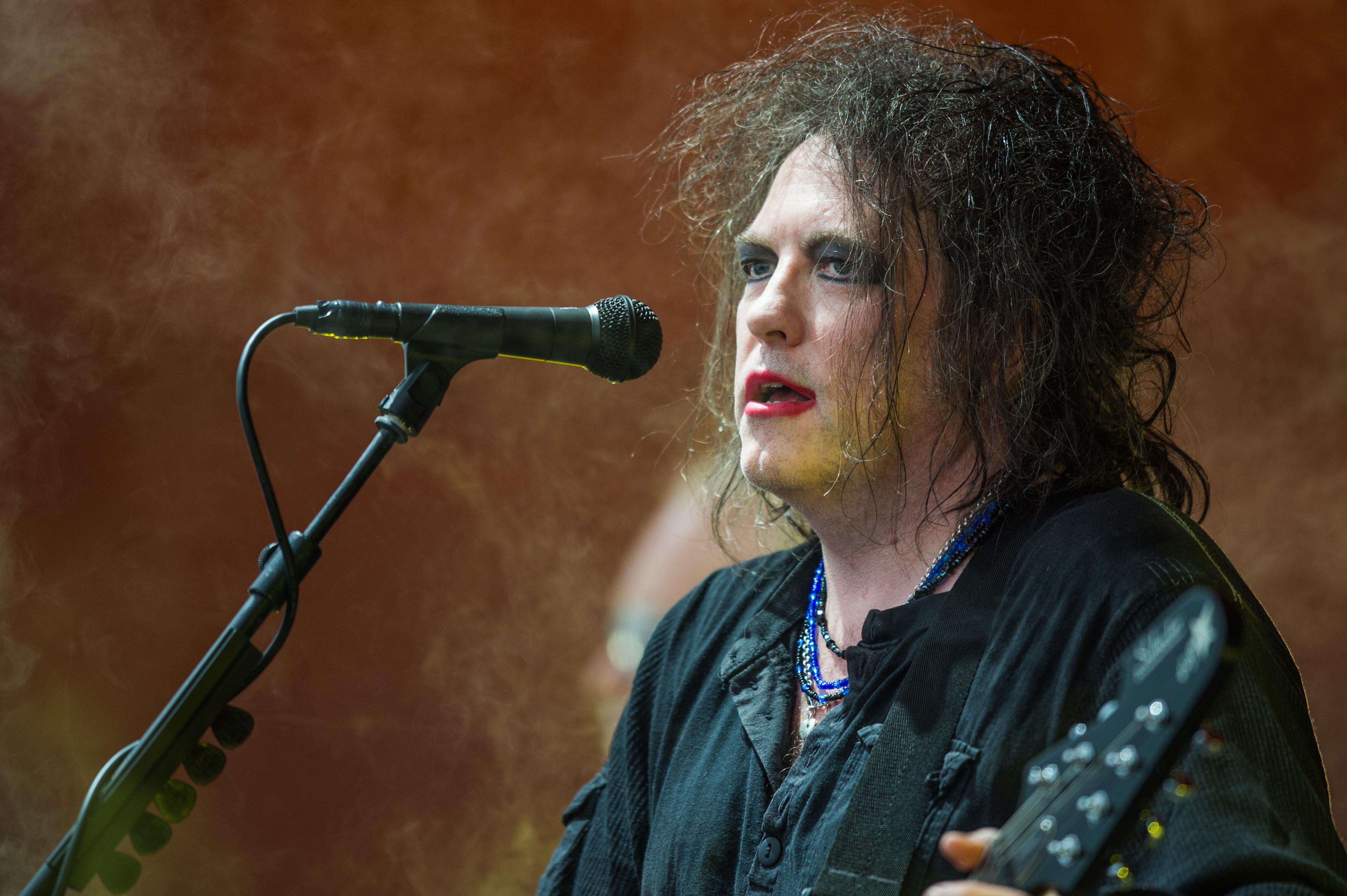
Robert Smith ejerció como guitarrista principal en «Like an animal», al igual que en todas las canciones del álbum Blue Sunshine. En la imagen, el guitarrista retratado durante un concierto en 2012.

A finales de 1980, Steven Severin, bajista de Siouxsie And The Banshees y Robert Smith, guitarrista y líder de The Cure se encontraron en el YMCA, un bar situado en la Tottenham Court Road de Londres, y allí empezaron a planear hacer un disco juntos fruto de sus gustos en común tanto musicales, literarios como cinematográficos. Justo entonces, Robert Smith estaba totalmente centrado en el tercer álbum de estudio con su banda The Cure, Faith. Pero aún tuvieron que esperar hasta 1983, tras la publicación y la gira del cuarto disco de The Cure, Pornography para empezar con aquel proyecto en común que se llamó The Glove, título basado en la película de The Beatles, Yellow Submarine.
Chris Parry, propietario de Fiction Records, le recordó a Smith que su contrato con su discográfica le prohibía cantar cualquier cosa fuera de los discos de The Cure. Por ello, Severin y Smith tuvieron que encontrar a alguien para cubrir las secciones vocales. Fue así como el dueto contactaron con Jeanette Landray, bailarina que por aquel entonces salía con el baterista de los Banshees, Budgie quien recomendó a Landray para ponerle la voz a las canciones de The Glove. Más adelante, la propia Landray, reconocería su papel en el disco como mero músico de sesión.
Asimismo, Severin recuerda en las notas de la edición remasterizada del disco como él y Smith grababan de seis de tarde a seis de la mañana y, después, se iban a su casa a ver películas gore como Contratiempo, Videodrome o Posesión infernal y así impregnar, con aquellas imágenes dantescas, las canciones que estaban produciendo, junto con el consumo abusivo de psicotrópicos.

## Recepción
El crítico Manuel Pinazo describió la canción en la revista Muzikalia como psicodélica con algunos ecos de Syd Barrett. En una reseña de la reedición de 2006 del álbum Blue Sunshine, que incluyó la remezcla de la canción «Like an animal (Club? What club?)» del 12", Adam Besenyodi, editor asociado de la publicación en línea PopMatters dijo: «sigue siendo en gran parte no esencial. Desde la perspectiva de un coleccionista, sin embargo, es bueno tener todo recogido en un solo lugar».

## Lista de canciones
Sencillo de 7"
1. «Like an animal» (4:44)
2. «Mouth to mouth» (5:35)

Sencillo de 12"
1. «Like an animal (Club? What club?)» (6:36)
2. «Like an animal» (4:44)
3. «Mouth to mouth» (5:35)

## Posición en listas
| Blue Sunshine (Reedición 2CD de 2006) | Posición más alta |
| ------------------------------------- | ----------------- |
| UK Singles Chart                      | 112               |

## Créditos
| The Glove - Robert Smith - Guitarra - Steven Severin - Bajo eléctrico Músicos de sesión - Jeanette Landray - Voz - Martin McCarrick - Teclados, Cuerdas - Ginny Heyes - Cuerdas - Anne Stephenson - Cuerdas - Andy Anderson - Batería | Producción - Productores - Robert Smith, Steven Severin, Merlin Griffiths - Ingenieros de Sonido - Merlin Griffiths - Fotografías - Christina Birrer, Michael Jake McMillan - Diseño de carátula - Da Gama - Masterizado en The Town House (Townhouse Studios) |